# Конак Брене Михајловић
Конак Брене Михаиловић се налазио у месту Мали Борак, општина Лајковац. Због ширења површинског копа рудника Колубара и исељења места, конак је, заједно са конаком Радића пресељен у Лајковац. Као репрезентативна спратна зграда посебне намене у руралној средини представља непокретно културно добро као споменик културе од великог значаја.

## Изглед конака
Конак је грађен опеком пре 1887. године. У њој је угледни и имућни домаћин примао и окупљао госте око трпезе приликом славе и осталих пригода, али и пријатеље и путнике намернике на конак. Правоугаоне је основе и осно симетричан и у приземљу и на спрату. У приземном делу су две одвојене функционалне целине, остава са степеништем и трпезарија, а на спрату је стамбени простор који чине четирир собе. Међуспратна и таванска конструкција су дрвене. Под у приземљу је првобитно био од опеке, данас је бетонски, а на спрату дашчани. Прозори су двокрилни, двоструки, завршени сегметним луком. Између крила, скоро на свим прозорима, уграђене су металне решетке. Врата су веома квалитетне и лепе столарске израде.
Фасада урађена од кречног малтера, подељена је на поља венцима и пиластрима. Кров је четвороводан, невеликог нагиба, без стрехе са лежећим олуцима и бибер црепом као покривачем. Као спратна зграда која формом и градњом подсећа на градску кућу, а просторном шемом представља развијену сеоску кућу, Конак Брене Михаиловић указује на правац развоја стамбене сеоске архиктетуре ка градским узорцима изражен у Тамнави крајем 19. века.